# Torpè
Torpè – miejscowość i gmina we Włoszech, w regionie Sardynia, w prowincji Nuoro.
Według danych na rok 2019 gminę zamieszkiwało 2788 osób, 30 os./km². Graniczy z Budoni, Lodè, Padru, Posada, San Teodoro i Siniscola.